# Imperador do Guarujá
A S.R.C.S.Imperador da Ilha de Santo Amaro é uma escola de samba do Guarujá, São Paulo. Em 2009, foi segunda colocada do Grupo Especial, repetindo a colocação no ano seguinte.
Em 2010 a Imperador trouxe Parintins para a passarela, um samba que rendeu o Vice-Campeonato. Foi campeã no ano seguinte.
Sucessora do GRCES Acadêmicos da Ilha de Santo Amaro.

## Presidentes
| Nome        | Mandato | Ref. |
| ----------- | ------- | ---- |
| Márcio Rosa | ? - ?   |      |

## Carnavais
| Ano  | Colocação   | Grupo    | Enredo                                                                               | Carnavalesco | Intérprete | Ref   |
| ---- | ----------- | -------- | ------------------------------------------------------------------------------------ | ------------ | ---------- | ----- |
| 2007 | 3º lugar    | Especial | Cruz Credo! Cuidado que o medo vem aí                                                | Marinho      |            |       |
| 2008 | 3º lugar    | Especial | E não nos Deixeis Cair em Tentação. A Imperador Traz os 7 Pecados nas Asas do Dragão | Dionizio     |            |       |
| 2009 | Vice-campeã | Especial |                                                                                      | Dionizio     |            |       |
| 2010 | Vice-campeã | Especial | Lendas do Eldorado Verde na Ilha da Magia: Parintins                                 | Dionizio     |            |       |
| 2011 | Campeã      | Especial | A Imperador é do Baralho                                                             | Dionizio     |            |       |
| 2012 | Vice-Campã  | Especial | O Leite é Vida                                                                       | Dionízio     |            |       |
| 2013 | Campeã      | Especial | A Salvação do Planeta é o Bicho !                                                    | Dionízio     |            |       |
| 2014 | Campeã      | Especial | Laços e Abraços - Lobito festeja 100 anos na ilha do Dragão                          | Dionízio     |            |       |
| 2015 | Campeã      | Especial | Entre becos e vielas a Imperador é a voz da Favela!                                  | Dionízio     |            | [ 4 ] |
| 2016 |             | Especial |                                                                                      |              |            |       |